# 鈴木広
鈴木 広（すずき ひろし、選挙時の通称：すずきひろし、1919年6月25日 - 不詳）は、日本の政治運動家。社団法人日英協会終身会員等。

## 略歴
東京市本郷区（現文京区）出身。慶應義塾大学文学部卒業後、スタンフォード大学、ブリガムヤング大学、コロンビア大学に留学。
敗戦直後に香港で豪州軍の戦犯法廷で通訳を務めたのを始め、進駐米陸軍、八幡製鐵、三菱レイヨン、日興証券、大日本インキ化学工業勤務を経て、東京外国語大学、日本大学講師。
片山哲の影響を受け、1969年の第32回衆議院議員総選挙（旧京都府第1区）から旺盛な選挙闘争に着手。
主要公約は諸外国との友好、教育の充実、未成年労働者への非課税、交通網の整備、少数意見の尊重、清潔な選挙など、実直な人柄を忍ばせる常識的なもので、諸派候補の中にあって毎回上位で健闘したが、立候補した総ての国政選挙で落選し供託金を没収された。
政見放送には淡い色のスーツを身につけて臨むことが多く、冒頭にて前回立候補時の獲得票に対し、投票者への感謝と礼を申し述べることを常とした。他の候補者のように力んだり感情的になることもなく、淡々とした語り口で自らの政見を述べていた。本土復帰後の沖縄県の公共交通整備が立ち遅れているとして、県内への鉄道再敷設などを主張していた。

## 主な選挙歴
国政選挙
| 年     | 選挙                     | 選挙区        | 政党   | 得票       | 得票率 | 順位  | 肩書         |
| ------ | ------------------------ | ------------- | ------ | ---------- | ------ | ----- | ------------ |
| 1969年 | 第32回衆議院議員総選挙   | 旧京都府第1区 | 無所属 | 601        | 0.15%  | 8/9   | 日本大学講師 |
| 1972年 | 第33回衆議院議員総選挙   | 旧京都府第1区 | 無所属 | 768        | 0.18%  | 8/8   | 日本大学講師 |
| 1977年 | 第11回参議院議員通常選挙 | 全国区        | 無所属 | 36,341.721 | 0.07%  | -/102 | 日本大学講師 |
| 1980年 | 第12回参議院議員通常選挙 | 全国区        | 無所属 | 66,361.845 | 0.11%  | -/93  | 日本大学講師 |
| 1989年 | 第15回参議院議員通常選挙 | 東京都選挙区  | 無所属 | 8696.931   | 0.16%  | 15/43 | 翻訳・著述業 |
| 1992年 | 第16回参議院議員通常選挙 | 東京都選挙区  | 無所属 | 5,863      | - %    | 14/52 | 翻訳・著述業 |
| 1995年 | 第17回参議院議員通常選挙 | 東京都選挙区  | 無所属 | 4,823      | - %    | 13/72 | 翻訳・著述業 |

首長選挙等
| 年 | 選挙 | 政党 | 得票 | 得票率 | 順位 | 肩書 |
| -- | ---- | ---- | ---- | ------ | ---- | ---- |

## 註
1. ↑  『選挙のあゆみ 第9号』横浜市選挙管理委員会、1980年、37頁。